# Typ 90 (czołg)
Typ 90 (jap. 90式戦車 90-shiki sensha) – współczesny japoński czołg podstawowy, produkowany przez Mitsubishi Heavy Industries.

## Historia
Wstępne studia nad następcą czołgu Typ 74 rozpoczęto w technicznym instytucie badawczym japońskich Sił Samoobrony już rok po jego wejściu do służby – w 1976 roku, pod roboczym oznaczeniem STC (później TK-X). W kolejnych latach uruchomiono programy rozwojowe jego uzbrojenia, opancerzenia i innych podzespołów, do których zaproszono wiodące japońskie koncerny. W 1980 roku ustalono założenia konstrukcyjne, w tym zastosowanie skomputeryzowanego systemu kierowania ogniem, pancerza warstwowego i armaty kalibru 120 mm z automatem ładującym. Wzorowano się między innymi na najnowszym zachodnioniemieckim czołgu Leopard 2, do której japoński czołg jest zewnętrznie podobny. Opracowanie tego czołgu uległo przedłużeniu i przy niskim tempie rocznej produkcji jest to czołg o najwyższym koszcie jednostkowym ze wszystkich podobnych pojazdów produkowanych na świecie. W 1991 roku cena czołgu Typ 90 wynosiła ponad 8 mln dolarów USA, w 1997 roku spadła od ok. 6,6 mln. Głównym założeniem miało być równorzędne nawiązanie walki z radzieckim czołgiem T-72. Prace nad dwoma prototypami rozpoczęto w 1982 roku, a ich testy prowadzono w latach 1984–86.
Testy wznowiono w 1986 roku wraz z podjęciem budowy kolejnych czterech prototypów, które znacznie różniły się od poprzedników. Główną zmianą była zamiana japońskiego nowo opracowanego działa gwintowanego 120 mm na działo gładkolufowe Rheinmetall Rh-120 L/44 tego kalibru, używane między innymi w maszynach jak M1A1 Abrams czy Leopard 2. W odróżnieniu od nich, Japończycy wyposażyli czołg w automat ładowania, co pozwoliło na zmniejszenie załogi do trzech osób. Po dwa prototypy zbudowano latem 1987 i w 1988 roku. Wprowadzenie czołgu do służby nastąpiło w 1990 roku, w tym samym roku ruszyła produkcja w zakładach Mitsubishi Heavy Industries w Sagamihara i była kontynuowana do 2009 roku. W 1990 roku czołg został przyjęty do uzbrojenia Japońskich Sił Samoobrony. Pierwsza partia 30 sztuk została przekazana siłom samoobrony w latach 1992–93. Łącznie zbudowano 341 czołgów.
Na podwoziu tego czołgu skonstruowano również most czołgowy Typ 91 AVLB (z ang. Armoured Vehicle-Launched Bridge).

## Opis konstrukcji

### Uzbrojenie
Czołg uzbrojony jest w niemiecką armatę gładkolufową Rheinmetall L/44 kalibru 120 mm, produkowaną przez firmę Japan Steel Works. Przed wyborem działa Rheinmetall, Japonia z powodzeniem wyprodukowała krajową wersję gładkolufowej armaty kalibru 120 mm do testów, lecz ze względu na niższy koszt Rheinmetall L/44 zdecydowano się na wybór działa niemieckiego. Działo ładowane jest za pośrednictwem automatu ładującego. Armata przystosowana jest do strzelania pociskami przeciwpancernymi APFSDS-T oraz kumulacyjnymi HEAT-MP Przed włazem strzelca na wieży zamontowany jest wielkokalibrowy karabin maszynowy Browning M2, wyprodukowany na licencji przez Sumitomo Heavy Industries. Oprócz półcalowego karabinu maszynowego, zamontowano karabin maszynowy kalibru 7,62 mm.

### Opancerzenie
Typ 90 jest zbliżony jest wyglądem do niemieckiego Leoparda 2A4 i wykorzystuje modułowy pancerz z kompozytów, ceramiczny oraz stalowy. Przyjęcie modułowej konstrukcji pancerza kompozytowego ułatwia modernizację i wymianę pancerza.

### Napęd
Czołg Typ 90 posiada 10-cylindrowy, dwusuwowy silnik wysokoprężny Mitsubishi 10ZG32WT o mocy 1500 KM, sprzężony z automatyczną skrzynią biegów Mitsubishi MT1500 z czterema biegami do przodu i dwoma wstecznymi, wyprodukowanymi przez Mitsubishi Heavy Industries (oznaczony jako 10ZG32WT, MT1500). Pojazd wyposażony jest w zawieszenie hydropneumatyczne, zamontowane na przedniej i tylnej parze kół jezdnych, które można regulować, aby radzić sobie z warunkami terenowymi panującymi w Japonii.

## Galeria

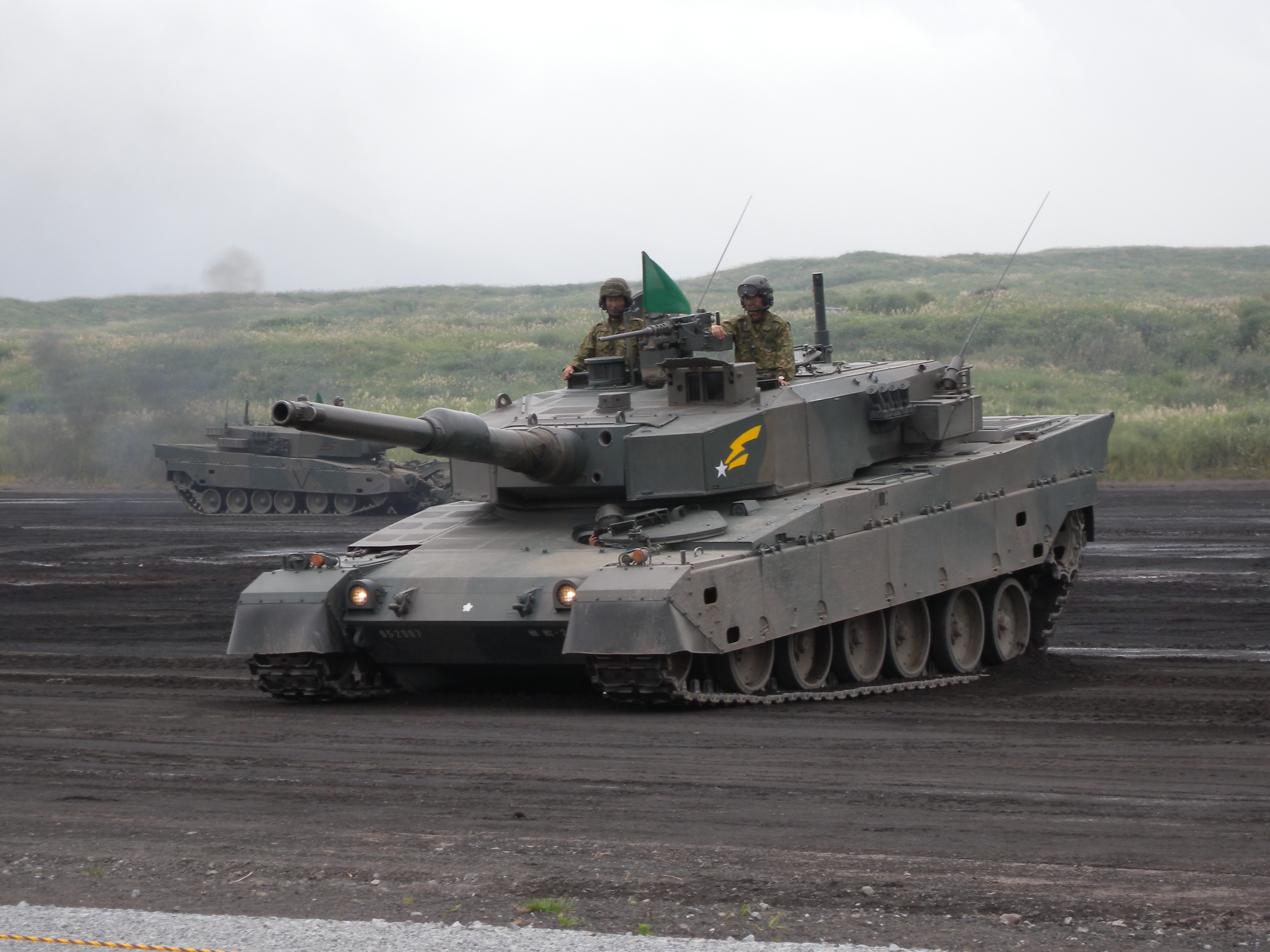
Typ 90 – demonstracja działania zawieszenia hydropneumatycznego
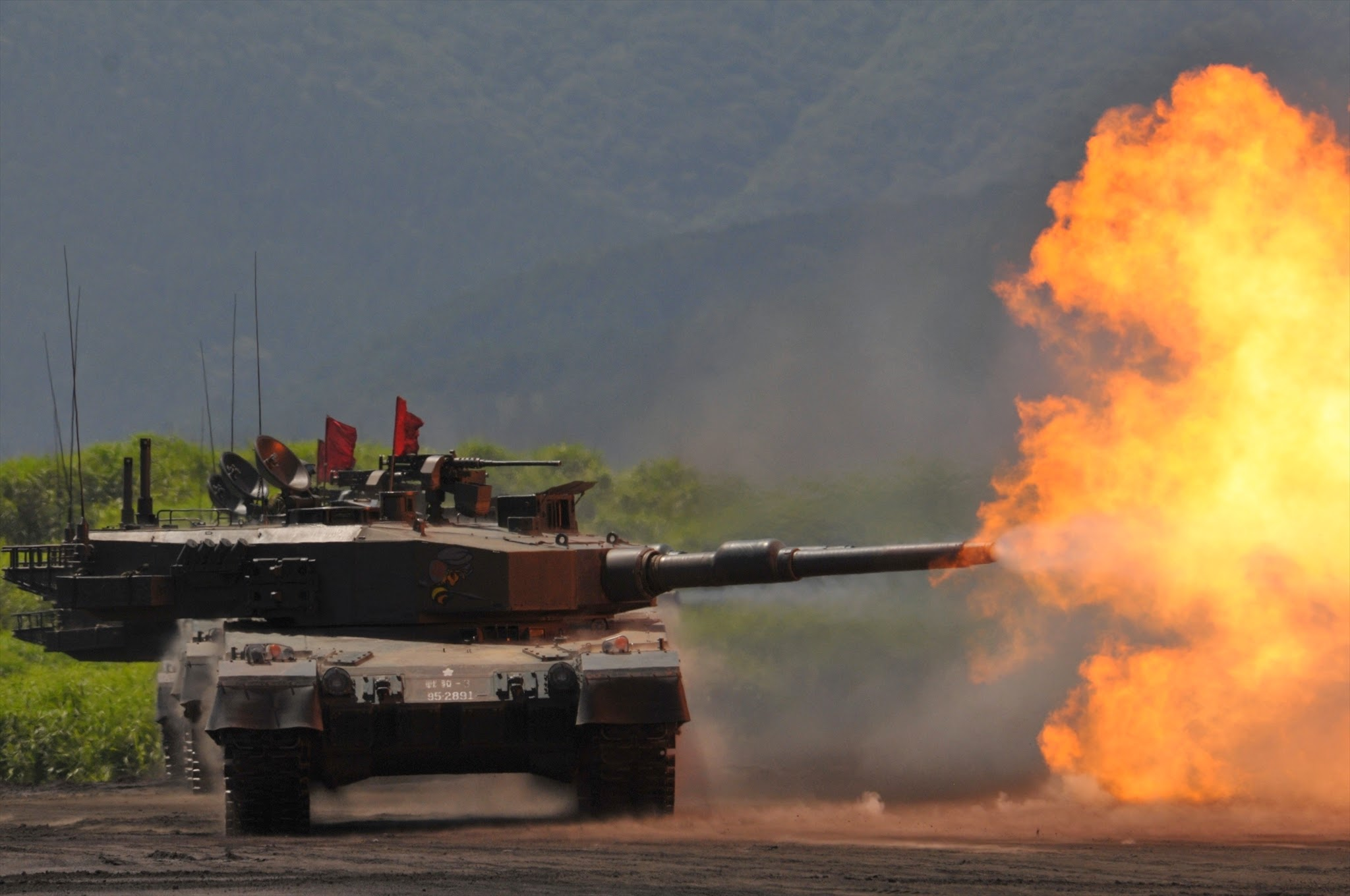
Typ 90 podczas strzelań z armaty Rh-120 L/44
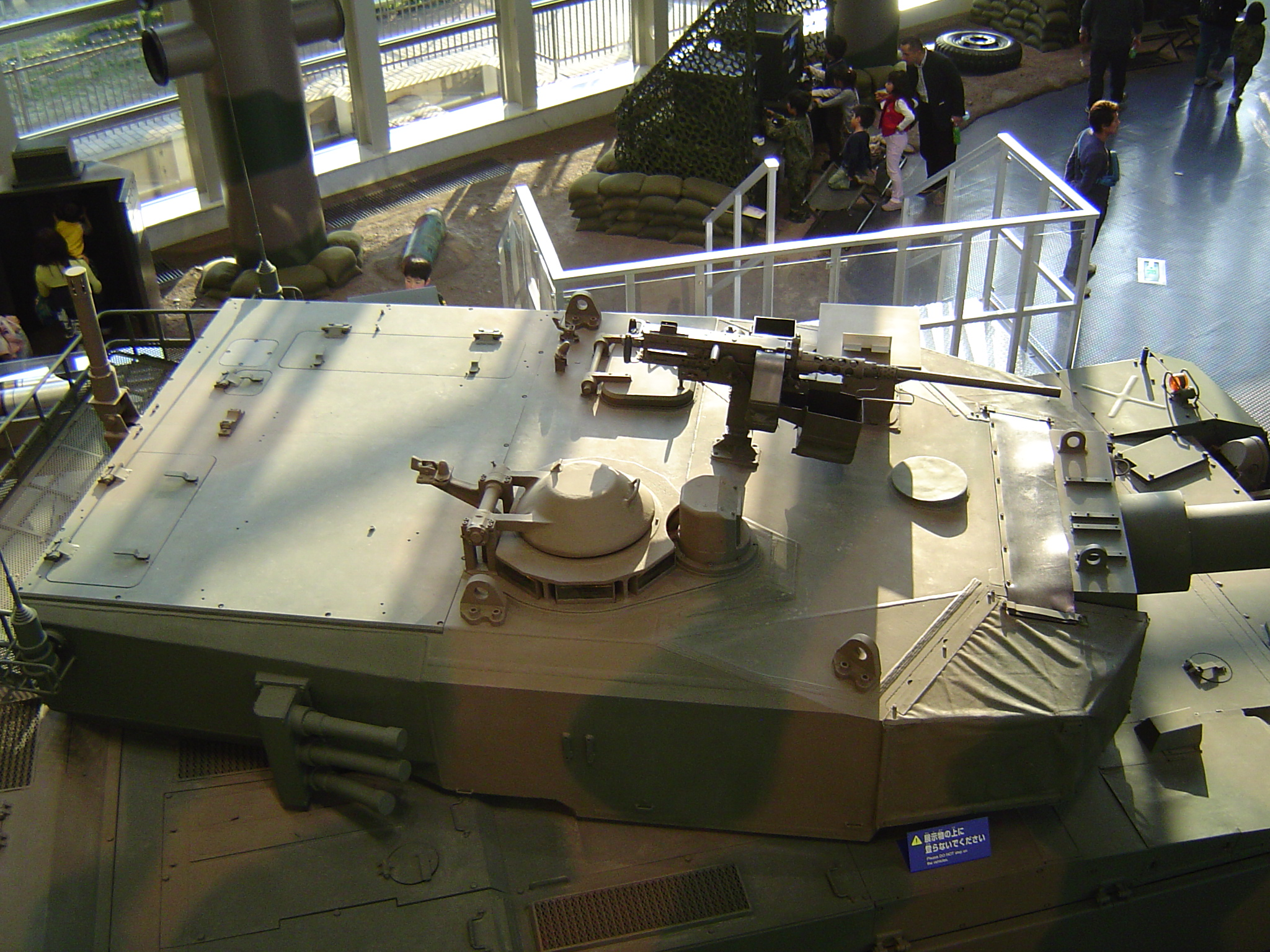
Widok z góry na wieżę czołgu
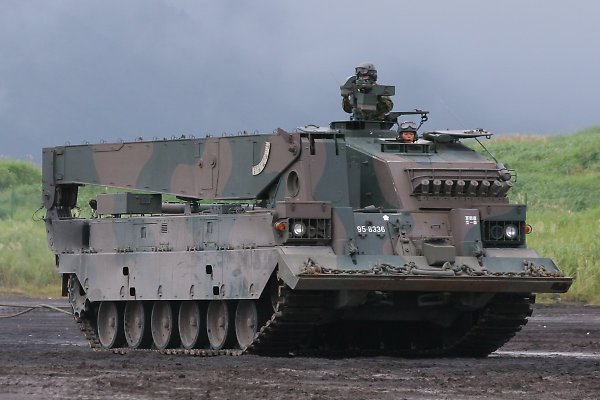
Wóz zabezpieczenia technicznego powstały na bazie czołgu Typ 90